# Ferrari Berlinetta Boxer
El Ferrari Berlinetta Bialbero (BB) es un automóvil que fue producido por Ferrari en Italia entre 1973 y 1984. Reemplazando al Daytona de motor delantero, fue el primero de una serie de Ferraris en usar un motor plano de 12 cilindros central. El motor V12 a 180° fue diseñado por El motor fue creado por los ingenieros Giulio de Angelis y Angelo Bellei, mientras que la carrocería fue diseñada por
Leonardo Fioravanti, siendo el primer automóvil de carretera con motor central en llevar el nombre de Ferrari y su logo (el célebre caballito rampante). Fue reemplazado por el Testarossa, que continuó usando el motor plano de 12 cilindros.
Según el ingeniero Mauro Folghieri (que no participó en el desarrollo del automóvil pero sí en el motor de F1) el nombre BB viene de Berlinetta Bialbero. El 512 BB es una berlinetta y tiene motor boxer, ya que es un V12 a 180°. Pistones enfrentados, ergo Boxer 
La diferencia entre un motor boxer y un motor en V es la disposición del cigüeñal. En un boxer, cada biela asienta en una manivela diferente en el cigüeñal. En un motor en V, como es este caso, cada manivela del cigüeñal da soporte a dos bielas, una de cada fila opuesta de cilindros.
El BB no fue importado oficialmente a los Estados Unidos por la compañía Ferrari, ya que Enzo Ferrari creía que la implantación de regulaciones ambientales y de seguridad, y la velocidad máxima nacional de 55 mph harían que los coches con motor de ocho cilindros de la compañía fuesen suficientes para el mercado estadounidense. Pero los distribuidores norteamericanos contrataron a terceros independientes que realizaron las modificaciones exigidas por la Agencia de Protección Ambiental y por el Departamento de Transporte, como la instalación de un convertidor catalítico, y muchos de ellos se encuentran ahora en los Estados Unidos.

## Antecedentes
La producción del BB fue un paso importante para Enzo Ferrari. Pensó que un automóvil de carretera con motor central sería demasiado difícil de conducir para sus compradores, y sus ingenieros tardaron muchos años en convencerlo de que se adoptara este diseño. Esta actitud comenzó a cambiar cuando la marca perdió su dominio de las carreras a finales de la década de 1950 frente a competidores con motor central. Como resultado, se introdujo en 1960 el 246 P de Fórmula 1 con motor central trasero, seguido en 1961 por el Dino SP para las carreras de sport prototipos. En 1963, la compañía también instaló sus motores V12 en la parte trasera de sus coches de carreras P y LM.
Introducidos en 1967, los modelos Dino 206 GT y 246 GT/GTS fueron los primeros Ferraris de carretera en utilizar el diseño de motor central trasero, aunque bajo la marca Dino de menor costo. Los automóviles de carretera insignia de Ferrari con motor V12 se mantuvieron con motor delantero hasta principios de la década de 1970, con el 365 GTB/4 Daytona y el 365 GTC/4 presentados en 1968 y 1971, respectivamente. En 1973, Ferrari presentó el 365 GT/4 Berlinetta Bialbero como su primer automóvil de carretera de 12 cilindros con motor central.

## 365 GT/4 BB
El primer "Boxer" de Ferrari fue el 365 GT/4 BB, mostrado en el Salón del Automóvil de Turín en 1971. Diseñado para competir con el Lamborghini Miura y el Lamborghini Countach recientemente desarrollado, finalmente se lanzó a la venta en 1973 en el Salón del Automóvil de París. Se construyeron 387 unidades, de las que 88 llevaban el volante a la derecha (siendo 58 destinadas al mercado del Reino Unido), por lo que es el más raro de todos los Berlinetta Boxers. La carrocería diseñada por Pininfarina con faros escamoteables seguía la tendencia marcada en el coche de exhibición P6.
Aunque compartía su designación numérica con el Daytona, el Boxer era radicalmente diferente. Era un automóvil con motor trasero central como el Dino, y el motor plano de doce cilindros ahora estaba montado longitudinalmente en lugar de transversalmente (que ya estaba montado en el Dino; el Daytona disponía de un motor delantero convencional, dispuesto longitudinalmente). El motor rendía 380 HP (283 kW), un poco más que el Daytona.
El motor compartía sus dimensiones internas con el V12 del Daytona, pero estaba abierto a 180° como en el Ferrari de Fórmula 1 de 1970, se utilizaba una transmisión manual de cinco velocidades. Una diferencia importante en este motor fue el uso de correas de distribución en lugar de cadenas. Aunque se le conoce como Boxer, el 180° V12 no era un verdadero motor bóxer, si no un motor plano.

## BB 512
El 365 GT4 BB se actualizó como BB 512 en 1976, resucitando el nombre del Ferrari 512 anterior. El nombre "512" se refiere al motor de 5 litros y 12 cilindros del automóvil; una desviación de la práctica establecida de Ferrari de nombrar los coches de carretera de 12 cilindros (como el 365 BB) según su cilindrada.
El motor se amplió a 4943 cc, con una relación de compresión aumentada de 9,2:1. La potencia se redujo ligeramente a 360 hp, mientras que un embrague de doble disco gestionaba el par adicional y aligeraba el esfuerzo a ejercer sobre el pedal. El cárter seco evitaba la falta de aceite en las curvas pronunciadas. El chasis permaneció inalterado, pero los neumáticos traseros más anchos (en lugar de los 365 del mismo tamaño) significaron que la vía trasera creció 63 mm.
Los detalles externos diferenciadores incluyeron un nuevo deflector delantero inferior, incorporado en el parachoques. Un conducto NACA en el lateral mejoraba la refrigeración del sistema de escape. En la parte trasera ahora había dos luces y tubos de escape a cada lado, en lugar de unidades triples como en el 365 GT/4 BB.
Se produjeron 929 unidades del BB 512.

## BB 512i
El BB 512i con inyección de combustible Bosch K-Jetronic CIS presentado en 1981 fue el último de la serie. El motor de inyección producía emisiones más limpias y ofrecía un mejor equilibrio de rendimiento y facilidad de conducción.
Los diferenciadores externos del BB 512, además de las insignias, incluyen el cambio a ruedas de tamaño métrico y al sistema de llantas métricas Michelin TRX, pequeñas luces blancas de marcha en la nariz (parrilla) y luces antiniebla traseras rojas lejos de los tubos de escape, en el faldón trasero.
Se produjeron 1007 unidades del modelo BB 512i.

## Especificaciones y rendimiento
Las mediciones son notoriamente variables, inexactas y definidamente vagas incluso a partir de fuentes emitidas por Ferrari del mismo período. Por ejemplo, el manual del taller documenta la velocidad máxima (típicamente la velocidad en la línea roja del cuentarrevoluciones), mientras que el manual del propietario documenta la velocidad "alcanzable", que parece ser la velocidad a la potencia que no excede la línea roja; para el 512 y el 512i, es probable que esta no sea la velocidad máxima. Además, el manual de taller no distingue consistentemente las mediciones entre los motores carburados (512) e inyectados (512i) excepto con respecto al sistema de suministro de combustible, aunque es de conocimiento común que existen diferencias.
| Manuales del propietario             | 365 GT/4 BB                                | BB 512                                   | BB 512i                                  |
| ------------------------------------ | ------------------------------------------ | ---------------------------------------- | ---------------------------------------- |
| Potencia                             | 344 CV (253 kW; 339 HP) a 7200 rpm         | 340 CV (250 kW; 335 HP) a 6200 rpm       | 340 CV (250 kW; 335 HP) a 6000 rpm       |
| Par motor                            | 41,7 kg·m (302 lb·pie; 409 N·m) a 3900 rpm | 46 kg·m (333 lb·pie; 451 N·m) a 4600 rpm | 46 kg·m (333 lb·pie; 451 N·m) a 4200 rpm |
| Línea roja (rpm máximas sostenibles) | 7000 rpm                                   | 6800 rpm                                 | 6600 rpm                                 |
| Velocidad máxima sostenible          | 302 km/h (187,7 mph) @ 7000 rpm            | 272 km/h (169 mph) @ 6200 rpm            | 257 km/h (160 mph) @ 6000 rpm            |
| 0–100 km/h (0-62 mph)                | 5.4 seg                                    | n/a                                      | n/a                                      |
| Peso en seco                         | 1235 kg (2723 lb)                          | 1596 kg (3519 lb)                        | n/a                                      |
| Peso en vacío                        | n/a                                        | n/a                                      | 1580 kg (3483 lb)                        |

| Manual del taller                    | 365 GT/4 BB                                    | BB 512 & 512i                            |
| ------------------------------------ | ---------------------------------------------- | ---------------------------------------- |
| Potencia                             | 344 HP (257 kW) a 7200 rpm                     | 360 HP (268 kW) a 6200 rpm               |
| Par motor                            | 41,7 kg·m (408,9 N·m; 301,6 lb·pie) a 3900 rpm | 46 kg·m (451 N·m; 333 lb·pie) a 4600 rpm |
| Línea roja (rpm máximas sostenibles) | 7000 rpm                                       | 6600 rpm                                 |
| Velocidad máxima                     | 302 km/h (188 mph)                             | 288 km/h (179 mph)                       |
| 0–100 km/h (0-62 mph)                | 5.4 seg                                        | 5.4 seg                                  |
| Peso seco                            | 1235 kg (2723 lb)                              | 1515 kg (3340 lb)                        |
| Peso en vacío                        | n/a                                            | n/a                                      |

## BB LM

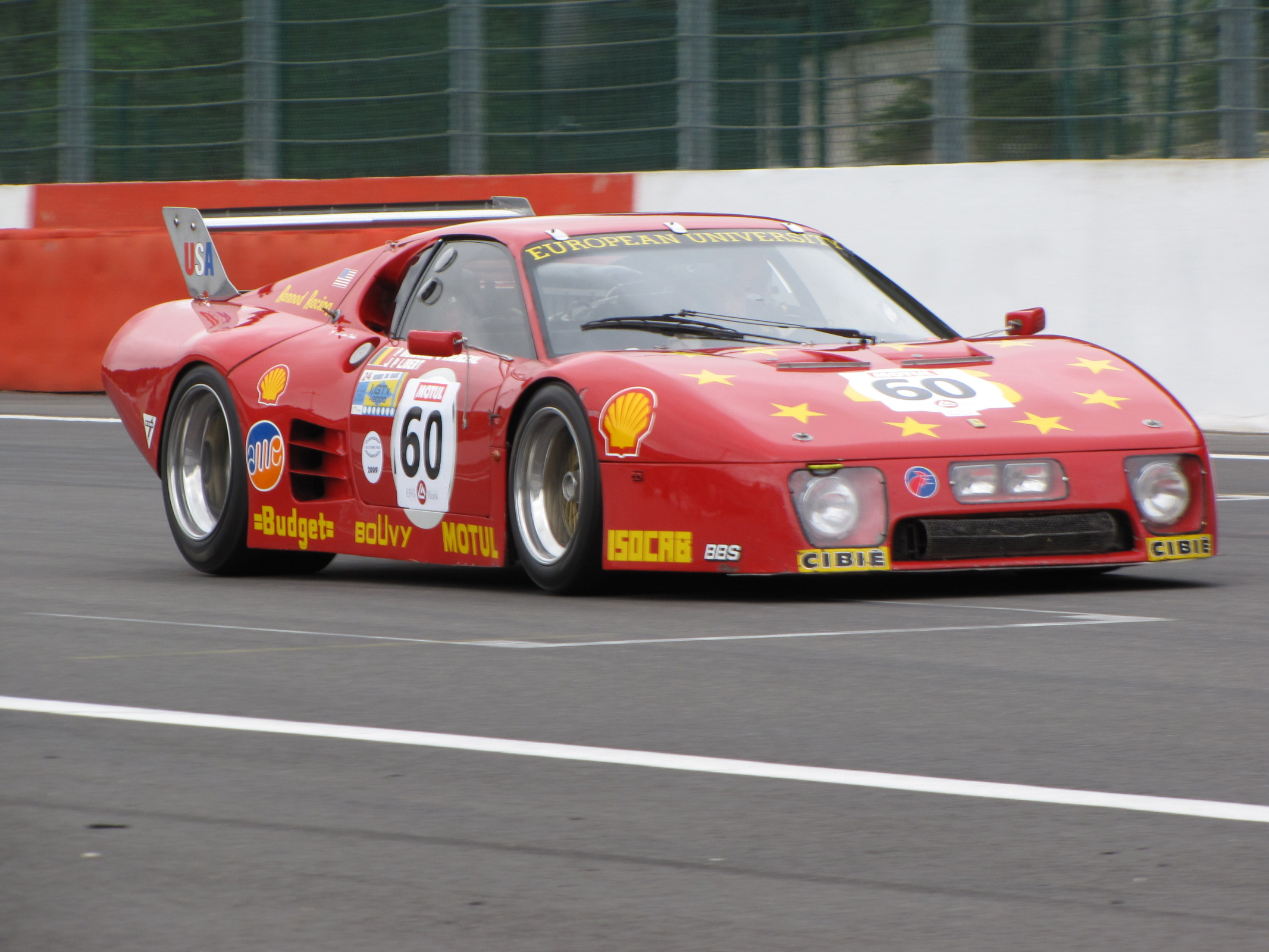
Ferrari 512 BB LM Series III

En 1974, Luigi Chinetti del North American Racing Team (NART) desarrolló una variante de carreras del 365 GT4 BB para reemplazar los Daytonas del equipo para su uso en las carreras de deportivos. El coche del NART debutó en las 24 Horas de Daytona de 1975, antes de obtener un sexto lugar en las 12 Horas de Sebring dos meses después. El NART continuó usando el automóvil en 1978, momento en el que Ferrari había comenzado su propio desarrollo de una variante de carreras del 512 BB actualizado. El Departamento de Asistencia al Cliente de Ferrari modificó ampliamente cuatro 512 en 1978, agregando pasos de rueda más anchos, un perfil alar montado sobre el techo y reutilizando los alerones traseros de los Ferrari 312T de Fórmula 1. La potencia del motor plano-doce se incrementó a 440 HP (328 kW) mientras que el peso de los coches se redujo a aproximadamente 1200 kg (2646 lb). Los cuatro coches, denominados BB LM por Ferrari, fueron inscritos por Charles Pozzi, Ecurie Francorchamps y la NART en las 24 Horas de Le Mans de 1978, pero ninguno pudo completar la carrera.
Después del fracaso del primer lote, Ferrari trabajó en la reparación del BB LM con un segundo programa de desarrollo a finales de 1978. Los carburadores del motor plano-12 fueron reemplazados por un sistema de inyección electrónica para aumentar la potencia a 470 HP (350 kW), un sistema que luego se adaptó al 512 BBi. La carrocería basada en la producción de los primeros BB/LM se reemplazó por un nuevo diseño desarrollado por Pininfarina que era 16 plg (41 cm) más largo y no tenía ninguna de las señales de estilo originales. Los faros emergentes se sustituyeron por focos fijos integrados en la carrocería, mientras que la cola se alargó al máximo permitido por las regulaciones. Nueve de estos BB LM revisados fueron construidos por Ferrari en 1979, mientras que entre 1980 y 1982 se construyó una serie más refinada de dieciséis. Entre los mejores resultados del BB LM figuran un quinto en la general y el primero en la clase GTX en las 24 Horas de Le Mans de 1981.

## Acrónimo BB
Según el ingeniero Mauro Forghieri, la designación "BB" no significaba originalmente "Berlinetta Boxer". Durante una entrevista con Davide Cironi dijo que sabían que el coche no estaba equipado con un motor bóxer. Explicó que el significado del acrónimo (Berlinetta Boxer) fue fabricado por los periodistas, y que en realidad significa Berlinetta Bialbero (con un doble árbol de levas).
Leonardo Fioravanti propuso una historia alternativa del origen de este nombre. Afirmó que la designación "BB" se derivaba de un apodo dado al automóvil por el propio diseñador Fioravanti, por Angelo Bellei y por Sergio Scaglietti. Durante el desarrollo del 365 GT/4 BB, comenzaron a referirse al automóvil como "Brigitte Bardot", ya que percibían que el prototipo era excepcionalmente hermoso, como la actriz francesa. Este apodo fue acortado a "BB" y rápidamente adoptado por otros trabajadores de la fábrica de Ferrari. El "Berlinetta Boxer" fue inventado más tarde por los gestores de Ferrari antes de la presentación del modelo en el Salón del Automóvil de Turín de 1971, ya que se consideraba algo sin precedentes nombrar un Ferrari en honor a una mujer.